# 2022년 탬파베이 레이스 시즌
2022년 탬파베이 레이스 시즌은 메이저리그의 프로 야구단 탬파베이 레이스의 2022년 시즌을 일컫는다. 케빈 캐시 감독이 정식으로 부임하여 맞이한 8번째 시즌이다. 팀은 아메리칸리그 동부지구 5팀 중 3위, 와일드카드 3위에 올라 포스트시즌에 진출했으나 와일드카드시리즈에서 클리블랜드 가디언스에 2전 2패로 스윕을 당하며 탈락했다.

## 선수단
- 선발투수 : 맥클래너핸, 스프링스, 래스머센, 클루버, 치리노스, 글래스노우, 크리스웰, 바즈, 파티뇨
- 구원투수 : 애덤, 파이어라이젠, 페어뱅크스, 빅스, B.레일리, 위슬러, 암스트롱, 샤그와, 바드, 클레빈저, 게라, 샌더스, 야브로, 로메로, 나이트, 맥케이, 포셰, 톰슨, 야카보니스, 포처, 마자, 플레밍
- 마무리투수 : 가자, 키트릿지, 맥기, 오간도, 더거, 허겟
- 포수 : 베탄코트, 메히아, 핀토, 주니노
- 1루수 : 최지만
- 2루수 : 라우, 장위청, 아란다, 매스트로보니, 브루한
- 유격수 : 프랑코, 월스
- 3루수 : 디아스, 파레데스
- 좌익수 : 아로사레나, 페랄타
- 중견수 : 키어마이어, 시리, 필립스, 퀸
- 우익수 : 마고, L.레일리, 로우
- 지명타자 : 라미레스

## 같이 보기
- 2022년 토론토 블루제이스 시즌